# Ilia (gmina w okręgu Hunedoara)
Ilia – gmina w Rumunii, w okręgu Hunedoara. Obejmuje miejscowości Bacea, Brâznic, Bretea Mureșană, Cuieș, Dumbrăvița, Ilia, Săcămaș, Sârbi i Valea Lungă. W 2011 roku liczyła 3662 mieszkańców.